# Phytoliriomyza cyatheae
Phytoliriomyza cyatheae är en tvåvingeart som beskrevs av Spencer 1976. Phytoliriomyza cyatheae ingår i släktet Phytoliriomyza och familjen minerarflugor. Inga underarter finns listade i Catalogue of Life.